# Enid Rivera
Enid del Carmen Rivera Velázquez (ur. 7 listopada 1980) – portorykańska zapaśniczka walcząca w stylu wolnym. Zajęła dziewiąte miejsce na mistrzostwach świata w 2008. Ósma na igrzyskach panamerykańskich w 2011. Piąta na mistrzostwach panamerykańskich w 2008. Srebrna medalistka igrzysk Ameryki Środkowej i Karaibów w 2010 i brązowa w 2006 roku.